# الجامعة التشوفاشية الحكومية
الجامعة التشوفاشية الحكومية هي جامعة عامة تقع في تشيبوكساري، عاصمة جمهورية تشوفاشيا، روسيا. تعد الجامعة واحدة من المؤسسات الرائدة للتعليم العالي في روسيا وهي المركز العلمي والتعليمي والثقافي لمنطقة Privolsky الفيدرالية في الاتحاد الروسي، والتي تحظى بتقدير كبير بين الجامعات الوطنية.
تضم الجامعة أكثر من 10000 طالب و 3865 عضو هيئة تدريس، بما في ذلك 77 دكتورًا في العلوم (ما يعادل أساتذة كاملين) و 446 مرشحًا للعلوم (ما يعادل درجة الدكتوراه). رئيس الجامعة هو أندريه ألكساندروف.

## تاريخ
في عام 1920، قررت اللجنة الثورية والمؤتمر الأول لمجالس منطقة تشوفاش المتمتعة بالحكم الذاتي إنشاء جامعة تشيبوكساري.
أثير السؤال حول إنشاء جامعة ولاية تشوفاش مرة أخرى في 1958-1959، ولكن حتى ذلك الحين لم يكن من الممكن القيام به بسبب العديد من المشاكل المرتبطة بغياب القاعدة المادية ونقص الكادر العلمي في الجمهورية.
تأسست الجامعة في 17 أغسطس 1967 من خلال دمج فرع الفولغا التابع لمعهد لينين موسكو للطاقة والقسم التاريخي-اللغوي لـ I. Ya. معهد ياكوفليف تشوفاش الحكومي التربوي. سمي على اسم إيليا نيكولايفيتش أوليانوف، المعلم.
افتتح بالفعل في عام 1930 جزء من هيئة التدريس اللغوية التاريخية لمعهد Chuvash التربوي انضم إلى الجامعة. بحلول وقت إنشاء الجامعة، كان هناك حوالي 900 طالب (بما في ذلك 350 طالبًا بدوام كامل) وموظفين تربويين مؤهلين علميًا تأهيلا عاليا و 3 أساتذة و 30 محاضرًا كبيرًا بينهم. اكتسبت الكلية اللغوية التاريخية شعبية واسعة والعديد من التقاليد خلال وجودها.
في 1968/69 افتتحوا الكلية الثامنة للفيزياء والرياضيات في الجامعة.

## الأقسام
تضم الجامعة 27 قسمًا:
- الرياضيات
- الفيزياء
- الكيمياء
- التاريخ مع التخصص في الجغرافيا
- اللغة الروسية وآدابها
- لغة تشوفاش وآدابها
- المداواة
- طب الأطفال
- طب الأسنان
- الاقتصادية والاجتماعية مع تخصصات في اقتصاد الأعمال والاقتصاد البلدي واقتصاديات الأعمال الدولية والمحاسبة ومراقبة النشاط الاقتصادي والتحليل
- بيئة التصميم
- إدارة الإنتاج
- الإلكترونيات
- تكنولوجيا العزل والكابلات
- الإلكترونيات الصناعية
- أتمتة وإدارة الأنظمة التقنية
- مزود الطاقة
- التركيبات والأنظمة الكهربائية والتكنولوجية المؤتمتة
- محرك كهربائي وأتمتة المنشآت الصناعية والمجمعات التكنولوجية
- تكنولوجيا الهندسة الميكانيكية
- أدوات وأدوات لقطع المعادن
- آلات إنتاج الصب والتكنولوجيا
- الهندسة المدنية
- القانون الاقتصادي
- الدواء

وتنقسم هذه كذلك إلى أقسام 143.

## خريجون متميزون
- نيكولاي فيودوروف - سياسي روسي والرئيس السابق لجمهورية تشوفاش.
- يوليا بولياتشيخينا - عارضة أزياء روسية وملكة جمال روسيا 2018.